# MQ-25刺鰩無人機

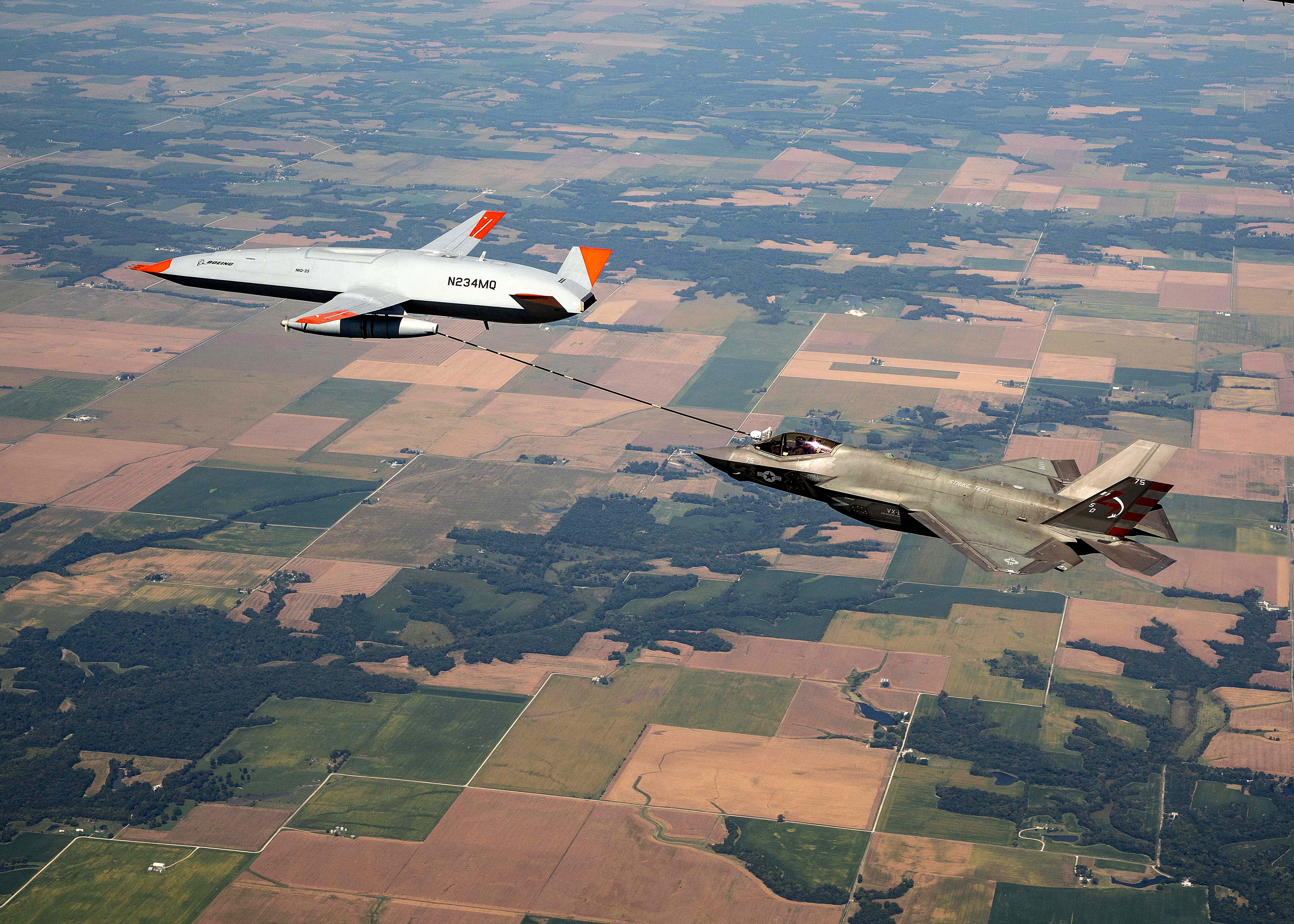
MQ-25刺鰩無人機正在為F-35閃電II戰鬥機加油（2021年攝）

MQ-25刺鰩（英語：是美國海軍為艦載無人加油系統計畫（CBARS）所生產的一種軍用無人機。該計畫源於早期的無人艦載空中偵察與打擊機（UCLASS）計畫。

## 發展

### 歷史
美國海軍自2006年起開始研發新一代的艦載無人加油機。UCLASS計畫原先希望設計出具備突防能力的匿蹤打擊載具。2012年後，該計畫的目標轉為研發一種以情資偵查為導向的空中載具，以快速投入低強度的反恐行動。2016年2月1日，在經過許多關於UCLASS該負擔打擊或是偵察任務的爭論後，美軍決定將計畫訂為開發一種F/A-18超級大黃蜂大小的艦載無人加油機（CBARS），並具有一定程度的情資偵查、通訊中繼與打擊能力。2016年7月，該計畫被正式命名為MQ-25A黃貂魚。
美國國防部顯然介入了此案，以使海軍透過購買更多的F/A-18 E/F與F-35C來解決預期到來的戰鬥機短缺問題。有鑑於美國海軍的下一代艦載戰鬥機F/A-XX是一種具備自動打擊能力的機種，採購CBARS可以使美國海軍在接收下一代艦載戰鬥機時更輕鬆的適應新機種。它還解決了航艦對空中加油機的需求，使現有的艦載戰鬥機執行任務的效率提升20%~30%。這比修改F-35，V-22魚鷹，E-2D鷹眼或將已退役的S-3維京式重新投入使用更具成本效益性。
雖然最初被命名為RAQ-25，但名稱被改為MQ-25 Stingray。匿蹤性能將不再是該計畫的重點。它仍然能在副油箱的派龍架上掛上飛彈或炸彈，但監控與摧毀目標不會是它的主要任務。降低對匿蹤性的需求有望降低該計畫的開發門檻，並使各家廠商更容易進入競爭。由於降低了對匿蹤性的需求，該飛機可能會採取具機翼，機身與尾翼的傳統構型設計，而非常見於匿蹤戰機的飛翼構型。這樣的改動會使MQ-25在高威脅性空域中執行任務的能力受限，但有利於降低成本，且能使更多廠商參與計畫的競標。
2016年美軍發布了四份開發合約，2017年將會有正式的需求建議書（RFP）。該計畫的產物預計於2020年中期投入服役。
美國海軍少將麥可·曼納澤提議可將三架MQ-25與F-35編隊，以提供空中加油與偵查的相關協助。美國海軍中將邁克·休梅克認為MQ-25可將F/A-18的作戰半徑從450 nmi（830 km）提升至700 nmi（1,300 km）。海軍對此計畫的要求是將在500 nmi（930 km）的範圍內向四至六架飛機提供15,000磅（6,800）的燃油。
美國海軍在2017年8月發布了正式的需求建議書（RFP），參與競標的廠商有洛克希德·馬丁、波音、诺斯洛普·格鲁门與通用原子公司。

### 選擇
2017年12月19日，波音展示了他們從幻影鰩計畫與其他無人機系統中發展出來的原型機，並參與CBARS計畫的競標案。該原型機曾在2014年11月出現在已廢止的UCLASS計畫產品設計審查(PDR)階段。波音MQ-25一開始並非以空中加油為設計方向，但波音公司表示他們在設計階段時有將此功能列入考慮。
通用原子公司提出一款放大版的復仇者無人駕駛戰鬥機，名叫海洋復仇者。由於機身比原設計更大，該機能攜帶更多燃油以進行空中加油。洛克希德·馬丁則提出了一款由RQ-170哨兵無人機發展而來的海靈無人機方案。
诺斯洛普·格鲁门在2017年8月25日宣布退出MQ-25的競標案，並稱其提出的X-47B方案無法達成競標案的一些需求。分析師認為，美國海軍希望MQ-25採用有尾翼的構型，而非諾斯洛普．格魯曼與洛克希德．馬丁提出的飛翼構型。
2018年8月30日，美國海軍宣布波音公司為MQ-25計畫競標案的得標者，並獲得8.05億美元的開發合約。該合約計畫於2024年8月完成MQ-25A的開發，並可能擴大為一個包含72架MQ-25，共130億美元的大合約。

## 設計
波音MQ-25採用一具推力為10,000磅（4,500）的勞斯萊斯AE 3007引擎，海軍的MQ-4C海神偵察機上也使用這款引擎。雖然這款無人機的匿蹤效果不像飛翼構型的無人機那麼好，但它的機身仍具有一定的匿蹤性，並採用了低可探測性的進氣道與V型尾翼。

## 試飛
2019年4月，第一架MQ-25試驗機（被命名為T-1或Tail 1）從波音公司位於蘭伯特-聖路易斯國際機場的工廠用聯結車運到與斯科特空軍基地相連的中美洲聖路易斯機場進行首次試飛。該原型機通過美國聯邦航空總署（FAA）的認證後，將進行更密集的測試飛行。
2020年12月9日，MQ-25 T-1 展示機首度掛載Cobham公司製造的空中加油莢倉(Aerial Refueling Store, ARS)，完成2.5小時試飛。
2021年6月4日，MQ-25 T-1 展示機首次為VX-23試飛評估中隊支援的F-18F戰鬥機空中加油。這是航空史上第一次由無人機為其他飛機加油。該次試飛任務長達4.5小時，完成尾流評估及多次加油管線連接。兩機連接時間超過最長超過10分鐘，共傳輸325磅燃料。
MQ-25 T-1展示機隨後分別於2021年8月18日以及9月13日，完成E-2D預警機及F-35C戰鬥機空中加油試飛科目。

## 服役紀錄
美國海軍籌畫於2021年10月1日，正式成立第十無人艦載多用途中隊 (Unmanned Carrier Launched Multi-Role Squadron 10, VUQ-10)。該中隊將展開人員訓練，並接收第一批MQ-25量產機。